# جون نيل (لاعب كرة قدم بريطاني)
جون نيل (بالإنجليزية: John Neal)‏ (11 مارس 1966 في المملكة المتحدة - ) هو لاعب كرة قدم بريطاني في مركز الهجوم. لعب مع نادي بارنت ونادي ميلوول.